# Superfície de energia potencial

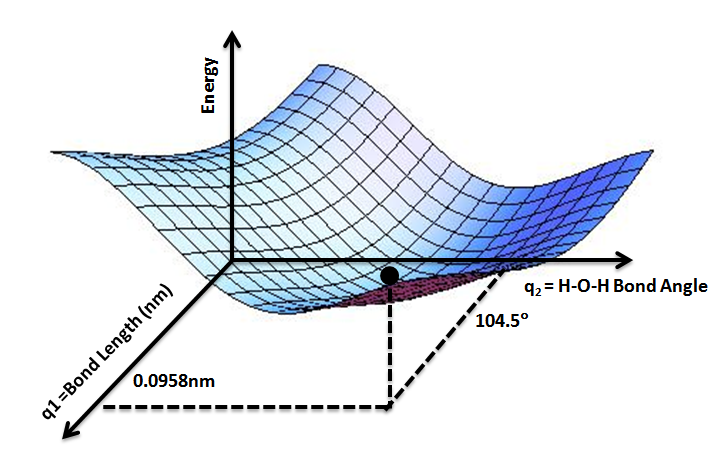
SEP para molécula de água: mostra o mínimo de energia correspondente à estrutura molecular otimizada para água – comprimento da ligação O-H de 0,0958ângulo de ligação nm e H-O-H de 104,5°

Uma superfície de energia potencial (SEP) ou paisagem energética descreve a energia de um sistema, especialmente uma coleção de átomos, em termos de certos parâmetros, normalmente as posições dos átomos. A superfície pode definir a energia como uma função de uma ou mais coordenadas; se houver apenas uma coordenada, a superfície é chamada de curva de energia potencial ou perfil de energia. Um exemplo é o potencial Morse/longo alcance.
É útil usar a analogia de uma paisagem: para um sistema com dois graus de liberdade (por exemplo, dois comprimentos de ligação), o valor da energia (analogia: a altura do terreno) é uma função de dois comprimentos de ligação (analogia: as coordenadas da posição no solo). 
O conceito SEP encontra aplicação em áreas como física, química e bioquímica, especialmente nos sub-ramos teóricos dessas disciplinas. Ele pode ser usado para explorar teoricamente propriedades de estruturas compostas de átomos, por exemplo, encontrar a forma de energia mínima de uma molécula ou calcular as taxas de uma reação química. Ele pode ser usado para descrever todas as conformações possíveis de uma entidade molecular, ou as posições espaciais de moléculas que interagem em um sistema, ou parâmetros e seus níveis de energia correspondentes, normalmente a energia livre de Gibbs. Geometricamente, a paisagem energética é o gráfico da função de energia no espaço de configuração do sistema. O termo também é usado de forma mais geral em perspectivas geométricas de otimização matemática, quando o domínio da função de perda é o espaço de parâmetros de algum sistema.

## Definição matemática e computação
A geometria de um conjunto de átomos pode ser descrita por um vetor, r, cujos elementos representam as posições dos átomos. O vetor r pode ser o conjunto de coordenadas cartesianas dos átomos, ou também pode ser um conjunto de distâncias e ângulos interatômicos.
Dado r, a energia como função das posições, E(r), é o valor de E(r) para todos r de interesse. Usando a analogia da paisagem da introdução, E fornece a altura na "paisagem energética" para que surja o conceito de uma superfície de energia potencial.
Para estudar uma reação química usando a SEP em função das posições atômicas, é necessário calcular a energia para cada arranjo atômico de interesse. Os métodos de cálculo da energia de um arranjo atômico particular de átomos são bem descritos pela química computacional, e a ênfase aqui será em encontrar aproximações de E(r) para produzir informações de energia-posição de granulação fina.
Para sistemas químicos muito simples ou quando aproximações simplificadoras são feitas sobre interações interatômicas, às vezes é possível usar uma expressão derivada analiticamente para a energia como uma função das posições atômicas. Um exemplo é o potencial de London - Eyring - Polanyi - Sato   para o sistema H + H 2 como uma função das três distâncias HH.
Para sistemas mais complicados, o cálculo da energia de um arranjo particular de átomos costuma ser computacionalmente muito caro para que representações em larga escala da superfície sejam viáveis. Para esses sistemas, uma abordagem possível é calcular apenas um conjunto reduzido de pontos no SEP e, em seguida, usar um método de interpolação computacionalmente mais barato, por exemplo, a interpolação de Shepard, para preencher as lacunas. 

## Usos
Uma SEP é uma ferramenta conceitual para auxiliar a análise da geometria molecular e da dinâmica de reações químicas. Uma vez avaliados os pontos necessários em uma SEP, os pontos podem ser classificados de acordo com a primeira e a segunda derivadas da energia em relação à posição, que são respectivamente o gradiente e a curvatura. Pontos estacionários (ou pontos com gradiente zero) têm significado físico: mínimos de energia correspondem a espécies químicas fisicamente estáveis e pontos de sela correspondem a estados de transição, o ponto de maior energia na coordenada de reação (que é o caminho de menor energia que conecta um reagente químico a um produto químico).
Na aprendizagem de máquina, as redes neurais artificiais podem ser analisadas usando abordagens análogas.  Por exemplo, uma rede neural pode ser capaz de ajustar perfeitamente o conjunto de treinamento, correspondendo a um mínimo global de perda zero, mas superajustando o modelo ("aprendendo o ruído" ou "memorizando o conjunto de treinamento"). A compreensão de quando isso acontece pode ser estudada usando a geometria da paisagem energética correspondente. 